# Men in Kilts – Die Schotten kommen
Men in Kilts  ist eine britisch-US-amerikanische Dokumentarserie, in der Sam Heughan und Graham McTavish in der 1. Staffel  einen Road-Trip durch Schottland machen und dabei die Geschichte und die Kultur des Landes erkunden.
Die 2. Staffel wurde in Down Under gedreht. Graham McTavish, der jetzt dort lebt, und das Land, das eine so reiche schottische Geschichte hat, machte Neuseeland  zum perfekten Ort für die zweite Staffel,  weshalb Neuseeland als neuer Schauplatz gewählt wurde.

## Hintergrund und Produktion
Im Juni 2020 wurde bekanntgegeben, dass der Fernsehsender Starz eine Dokumentarserie über Schottland mit den Schauspielern Sam Heughan und Graham McTavish, die durch ihre Rollen in der Fernsehserie Outlander bekannt sind, produzieren lässt.
Am 1. Dezember 2021 wurde die Serie um eine vierteilige zweite Staffel verlängert. In dieser bereisten Heughan und McTavish Neuseeland  und erforschten dabei auch die schottischen Einflüsse auf das Land.

## Episodenliste
Staffel 1 (2021)
| Nr. (ges.) | Nr. (St.) | Deutscher Titel           | Originaltitel                  | Erstausstrahlung USA | Deutschsprachige Erstausstrahlung (D) | Regie          |
| ---------- | --------- | ------------------------- | ------------------------------ | -------------------- | ------------------------------------- | -------------- |
| 1          | 1         | Essen und Trinken         | Food and Drink                 | 14. Feb. 2021        | 12. Aug. 2021                         | Kevin Johnston |
| 2          | 2         | Sport in Schottland       | Scottish Sports                | 21. Feb. 2021        | 12. Aug. 2021                         | Kevin Johnston |
| 3          | 3         | Singen und Tanzen         | Song and Dance                 | 28. Feb. 2021        | 12. Aug. 2021                         | Kevin Johnston |
| 4          | 4         | Hexen und Magie           | Witchcraft and Superstition    | 7. März 2021         | 12. Aug. 2021                         | Kevin Johnston |
| 5          | 5         | Traditionen               | Culture and Traditions         | 14. März 2021        | 12. Aug. 2021                         | Kevin Johnston |
| 6          | 6         | Schottlands Landschaften  | Scottland by Land, Air and Sea | 28. März 2021        | 12. Aug. 2021                         | Kevin Johnston |
| 7          | 7         | Clans und ihre Symbole    | Clans and Tartans              | 4. Apr. 2021         | 12. Aug. 2021                         | Kevin Johnston |
| 8          | 8         | Die Schlacht von Culloden | Battle of Culloden             | 11. Apr. 2021        | 12. Aug. 2021                         | Kevin Johnston |

### Staffel 2 (2023)
| Nein. insgesamt | Nein. in der Saison | Titel                      | Regie:               | Ursprüngliches Ausstrahlungsdatum |  |
| --------------- | ------------------- | -------------------------- | -------------------- | --------------------------------- |  |
| 9               | 1                   | "Adrenalin County"         | Kevin Scott Johnston | 11. August 2023                   |  |
| 10              | 2                   | "Māori-Kultur"             | Kevin Scott Johnston | 18. August 2023                   |  |
| 11              | 3                   | "Geschmack von Neuseeland" | Kevin Scott Johnston | 25. August 2023                   |  |
| 12              | 4                   | "Letzter Aufruf"           | Kevin Scott Johnston | 1. September 2023                 |  |